# شون جوردن
شون جوردن (بالإنجليزية: Shaun Jordan)‏ هو سباح أمريكي، ولد في 1 فبراير 1968 في جاكسونفيل في الولايات المتحدة.

## وصلات خارجية
- شون جوردن على موقع الاتحاد الدولي للسباحة (الإنجليزية)
- شون جوردن على موقع أوليمبيديا (الإنجليزية)